# Aphyocharacidium
Aphyocharacidium es un  género de peces de la familia Characidae en el orden de los Characiformes.

## Especies
Hay dos especies en este género:
- Aphyocharacidium bolivianum Géry, 1973
- Aphyocharacidium melandetum (C. H. Eigenmann, 1912)